# Douglas William Freshfield

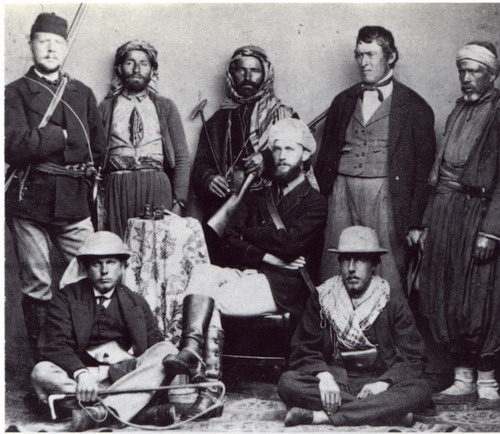
Uczestnicy ekspedycji w 1868

Douglas William Freshfield (ur. 27 kwietnia 1845 w Londynie, zm. 9 lutego 1934 w Forest Row, East Sussex) – angielski prawnik, geograf, alpinista i podróżnik, pisarz. Jeden z najwybitniejszych przedstawicieli brytyjskiego alpinizmu zdobywczego.

## Życiorys
Był synem znanego prawnika i lokalnego, konserwatywnego polityka Henry’ego R. Freshfielda oraz Jane Quinton Crawford. Uczył się w Eton College, a następnie studiował prawo w University College w Oksfordzie. W 1870 r. został członkiem palestry.
27 listopada 1869 r. zawarł związek małżeński z Augustą Charlottą Ritchie (1847–1911), pochodzącą z prominentnej rodziny związanej z Indiami Brytyjskimi. Mieli cztery córki i jednego syna Henry’ego Douglasa Freshfielda, który zmarł w wieku 14 lat w 1891 r.
Dzięki zdecydowanej postawie rodziców, którzy doceniali odpoczynek w wolnej przyrodzie, D.W. Freshfield od młodości spędzał wakacje w górach, początkowo w szkockim Lake District, a następnie w szwajcarskich i włoskich Alpach. Już w 1854 r. przemierzył z rodziną Szwajcarię od Bazylei po dolinę Chamonix pod Mont Blanc. W następnych latach pokonał szereg wysokich przełęczy i zdobył wiele alpejskich szczytów w masywach Mont Blanc, Monte Rosa i in. 25 sierpnia 1864 r. wraz z M. Beachcroftem, J.D. Walkerem, Bartolo Delpiero i francuskim przewodnikiem z Chamonix, F. Devouassoudem, był pierwszym znanym z nazwiska zdobywcą Cima Presanella w Alpach Retyckich. 22 lipca 1867 r. wraz z J. Backhousem, D. Balleysem, T. Carsonem, M. Payotem i C.C. Tuckerem dokonał pierwszego wejścia na Tour Ronde (3792 m n.p.m.) w masywie Mont Blanc. Przełęcz ograniczająca ten szczyt od wschodu nosi dziś nazwę Col de Freshfield (3587 m n.p.m.).
Dzięki pokaźnemu majątkowi rodzinnemu nie musiał pracować zarobkowo i większość życia poświęcił eksploracji gór. W styczniu roku 1868, przez Egipt, Palestynę, Syrię i Liban wyruszył do Gruzji. Wraz z innym angielskim alpinistą C.C. Tuckerem oraz swym zaufanym francuskim przewodnikiem, F. Devouassoudem, podjął próbę wejścia na Ararat (nieudaną – z powodu braku aklimatyzacji zawrócili na wys. ok. 4000 m n.p.m.). Następnie zespół, uzupełniony o kolejnego angielskiego alpinistę, A.W. Moore’a udał się w Kaukaz, gdzie jako pierwszy w historii zdobył 1 lipca 1868 r. szczyt Kazbeku. Kilka tygodni później z tym samym zespołem oraz z bałkarskimi przewodnikami-tragarzami Achiją Sottajewem i Dżaczi Dżapojewem Freshfield podjął próbę zdobycia Elbrusu. Pomimo iż nie udało im się osiągnąć wyższego szczytu zachodniego, zespół stanął (jako pierwsi Europejczycy) na niższym, wschodnim szczycie góry.
W następnych latach wracał wielokrotnie w Alpy, w tym w Południowe Alpy Wapienne, gdzie m.in. w 1871 r. z F.F. Tuckettem i przewodnikiem H. Devouassoudem (bratem F. Devouassouda) dokonał pierwszego wejścia na Cima Brenta (3150 m n.p.m.) w masywie Brenty, zaś w 1872 r. wraz z C.C. Tuckerem (i już bez przewodnika) – pierwszego wejścia na Cima di Vezzana (3192 m n.p.m.) w Dolomitach. Pamiątkami po jego dokonaniach w Dolomitach są Sella di Freshfield (2820 m n.p.m.) pomiędzy Cima Purtscheller i Cima dei Camosci oraz Sella di Freshfield (3375 m n.p.m.) pomiędzy Cima Vermiglio i Monte Gabbiolo.
W 1886 r. Freshfield udał się na wyprawę w góry Atlas. Kolejne dwa lata, spędzone ponownie w Kaukazie, zaowocowały pierwszą szczegółową mapą centralnej części tych gór. W 1899 r. wyjechał w Himalaje. Zorganizował tam wyprawę wokół masywu Kanczendzongi, w której towarzyszyli mu E. Garwood, Ange Maquignaz oraz włoski fotografik Vittorio Sella. Freshfield był pierwszym, który dobrze poznał i opisał stoki góry, a zwłaszcza jej zachodnią ścianę, spod której opada Lodowiec Kanczendzongi. Jeden z jego niższych szczytów, Siniolchu, opisał jako „najwspanialszy tryumf górskiej architektury i najpiękniejszą śnieżną górę świata”.
W 1904 r. poznawał najodludniejsze górskie zakątki Grecji. W latach 1905–1906 zorganizował wyprawę do Afryki, biorąc za cel masyw Ruwenzori. Nie udało mu się zdobyć szczytu z powodu złej pogody, jednak pozostał po nim ślad w postaci nazwy Freshfield Pass. W kolejnych latach odbył wyprawy do Kanady (1911), a następnie na Syberię i do Japonii (1913).
Był aktywnym członkiem angielskiego Alpine Club, w którym w latach 1869–1871 pełnił funkcję członka zarządu, w latach 1878–1880 funkcję wiceprezesa, zaś w latach 1893–1896 sprawował urząd prezesa. W latach 1872–1880 był także redaktorem wydawanego przez to stowarzyszenie prestiżowego rocznika „Alpine Journal”.
W uznaniu zasług na polu odkrywczego alpinizmu został członkiem brytyjskiego Royal Geographical Society, a w latach 1914–1917 sprawował godność prezesa tego towarzystwa. Był honorowym członkiem (ang. Honorary Fellow) University College w Oksfordzie. Tytuł doktora honoris causa w zakresie prawa cywilnego nadały mu Uniwersytet Oksfordzki i Uniwersytet Genewski.
Pochowany został na Brookwood Cemetery w hrabstwie Surrey.